# Nidal Hasan
Nidal Malik "AbduWali" Hasan, bác sĩ tâm thần (sinh 8 tháng 9 năm 1970) là một Thiếu tá Quân đội Hoa Kỳ vốn là nghi can duy nhất trong vụ nổ súng tại Fort Hood ngày 5/11/2009 khiến 13 người đã thiệt mạng và 30 bị thương. Vào ngày 12/11/2009, ông bị buộc 13 tội danh về mưu sát và 32 tội danh về cố ý giết người.

## Lý lịch
Hasan, dân gốc người Palestine sinh tại Hoa Kỳ cứu chữa những vết thương tinh thần của các binh sĩ trở về từ mặt trận dù rằng chính cá nhân ông lại phản đối việc mình được lệnh sang phục vụ tại Afghanistan, nơi ông sẽ giúp tư vấn các binh sĩ gặp nhiều căng thẳng nơi chiến trường. Hasan có khi tỏ ra lưu tâm nhiều đến người khác nhưng cũng có lúc khó chịu, người hay nói câu "Tôi được ơn - I am blessed" trong những lời chào hỏi bình thường nhưng lại có vẻ là người đầy những bất mãn đôi khi không kiềm chế nổi. Trong sáu năm trước khi thuyên chuyển về Fort Hood vào tháng 7/2009, Hasan làm việc tại Trung tâm Quân y Walter Reed, trải qua các chương trình nội trú, chuyên khoa và hậu chuyên khoa về tâm thần. Ông lãnh bằng y khoa từ đại học quân đội Đại học Phục vụ Đồng phục Khoa học Y tế (Uniformed Services University of Health Sciences) ở Bethesda, Maryland năm 2001. Khi còn nội trú tại Walter Reed, Hasan gặp "một số khó khăn" khiến ông phải gặp người tư vấn và cần có thêm sự để ý của cấp trên, theo lời Bác sĩ Thomas Grieger, giám đốc huấn luyện lúc đó. Grieger nhớ rằng Hasan "thường rất im lặng" và không nói xấu về quân đội hay đất nước Hoa Kỳ.

## Tương phản
Nhưng trong thời gian gần trước vụ nổ súng, các nhân viên an ninh liên bang bắt đầu lưu ý đến ông. Khoảng tháng 5/2009, nhân viên công lực chú ý tới Hasan vì những bài đưa lên Internet về vấn đề nổ bom tự sát và những đe dọa khác, kể cả những bài nói rằng hành động của các tay nổ bom tự sát cũng giống như việc có những người lính nằm đè lên trái lựu đạn để cứu đồng đội của mình. Họ chưa xác định rằng Hasan là tác giả của các bài được đưa lên Internet này, và một cuộc điều tra chính thức chưa được khởi sự trước vụ nổ súng. Một bạn học của Hasan nói ông giận dữ về "cuộc chiến tranh chống khủng bố" và coi đây là "cuộc chiến tranh chống Hồi giáo."
Bác sĩ Val Finnell, một bạn học của Hasan tại trường Uniformed Services University of the Health Sciences ở Bethesda, tham dự một chương trình cao học về y tế cộng đồng niên khóa 2007-2008. Vào cuối khóa, mọi người phải viết bài tiểu luận để trình bày trước lớp. Những người khác viết về các đề tài như chất hóa học dùng trong ngành giặt ủi và ẩm mốc trong nhà, nhưng Finnell nói rằng Hasan chọn đề tài cuộc chiến chống khủng bố. Ông mô tả Hasan là một người kịch liệt chống cuộc chiến chống khủng bố. Finnell cũng nói Hasan từng nói với các bạn trong lớp rằng ông "là người Hồi giáo trước nhất, sau đó mới là người Mỹ."
Mới gần trước vụ nổ súng, Hasan có cuộc tranh cãi với một người ở cùng chung cư, John Van de Walker, cũng là quân nhân và mới từ Iraq về, liên quan đến việc Hasan là một người Hồi giáo. Một báo cáo nộp cho sở cảnh sát ở Killeen ngày 16 tháng 8 năm 2009, nói rằng chiếc xe Honda Civic đời 2006 của Hasan bị người khác dùng chìa khóa làm trầy xát, thiệt hại khoảng $1.000. Van de Walker, 30 tuổi, bị bắt ngày 21 tháng 10 năm 2009, với tội danh phá phách. Hồ sơ vụ này được chuyển sang công tố viên. Nhưng Hasan lại tranh cãi với các quân nhân khác có lập trường ủng hộ chính sách của Hoa Kỳ ở Afghanistan và Iraq, theo lời những người quen biết ông, trong cả lãnh vực làm việc và cá nhân. Hasan là một nhà tư vấn có lúc chính mình cần phải được giúp đỡ vì có trở ngại khi làm việc với bệnh nhân.

## Thái độ 'lạ lùng' và quan điểm cực đoan
Các quan điểm tôn giáo có tính cách cực đoan của Hasan và thái độ lạ lùng của Hasan từng làm lo ngại các bác sĩ có trách nhiệm trong chương trình huấn luyện Hasan, nhưng họ không có bằng chứng nào cho thấy ông là người bạo động hay là mối đe dọa. Các bác sĩ và giới chức điều hành chương trình huấn luyện tại trường quân y nhiều lần có nhận xét rằng ông là người hung hăng, ưa tranh cãi, dễ có thái độ khó chịu trong những lần thảo luận về niềm tin vào Hồi giáo của ông, một viên chức quân sự thông thạo về những cuộc thảo luận liên quan đến Hasan nói. Trong những cuộc thảo luận này, Hasan được coi là một sinh viên có khả năng tầm thường và lười biếng, một điều làm lo ngại các bác sĩ và viên chức bệnh viện quân đội Walter Reed cũng như trường quân y Uniformed Services University of the Health Sciences tại Bethesda, Maryland. Sự lo ngại về khả năng của Hasan và quan điểm tôn giáo của ông được chia sẻ với các giới chức quân đội khác khi bàn việc bổ nhiệm nơi làm việc sau khi ông hoàn tất chương trình huấn luyện. Mọi người sau đó đồng ý sẽ gửi bác sĩ tâm thần này về trại Fort Hood.
Fort Hood, một trong những căn cứ quân sự lớn nhất Hoa Kỳ, được coi là nhiệm sở tốt nhất cho Hasan vì các bác sĩ khác có thể chia bớt gánh nặng làm việc nếu ông tiếp tục cho thấy khả năng yếu kém của mình và các cấp chỉ huy có thể thiết lập hồ sơ về các vấn đề liên quan đến thái độ của ông. Một số bác sĩ và giới chức trách nhiệm nói không muốn đặt vấn đề Hasan với giới chức cao cấp hơn vì lo ngại rằng sự không thông thạo của họ về Hồi giáo có thể dẫn đến sự hiểu lầm về thái độ hung hăng của Hasan. Một số người khác lại lo ngại rằng Hasan có thể ngả về phía phiến quân Hồi giáo đang chiến đấu chống lại Hoa Kỳ và có nên giữ ông này lại trong quân đội hay không. Có lúc, cấp chỉ huy của Hasan ra lệnh cho ông phải tham dự các lớp về Hồi giáo, Trung Đông và khủng bố, với hy vọng sẽ hướng dẫn ông về hướng có hành động tích cực nhằm giải tỏa nhưng lo ngại có thể có của người theo đạo Hồi đang phục vụ trong quân đội Hoa Kỳ, theo một bài báo đăng trên tờ Washington Post.

## Nổ súng tại Fort Hood
Ngày 5 tháng 11 năm 2009, viên thiếu tá bộ binh Hasan nhảy lên một chiếc bàn với hai khẩu súng ngắn và nổ súng loạn xạ ở trại Fort Hood, Texas, làm thiệt mạng 13 người, làm bị thương 30 người khác vì trúng đạn, và Hasan đã bị thương. Trong số 13 người bị giết chết có một nữ quân nhân đang có thai và ít nhất ba chuyên viên về tâm thần khác.

## Sau vụ việc
Ngày 6/11/2009, giới hữu trách tịch thu máy tính của Hasan, lục soát căn chung cư của ông và mang đi một thùng rác lớn trong khi Hasan nằm mê man trong bệnh viện. Còn quá nhiều điều chưa rõ ràng về Hasan người đã gây ra cuộc thảm sát lớn nhất trong một căn cứ quân sự Hoa Kỳ từ trước đến lúc này.

### Cáo trạng
Các công tố viên quân sự dự định có tính tìm kiếm án tử hình hay không, nhưng Luật sư Dân sự John Galligan của Hasan dự tính sẽ yêu cầu cung cấp một luật sư biện hộ quân sự thứ nhì và một nhà điều tra dân sự để phụ giúp trong vụ án. Các viên chức quân sự tin rằng Hasan hành động một mình trong vụ nổ súng. Chris Grey, phát ngôn viên của Bộ Chỉ huy Điều tra Hình sự Lục quân, nói Hasan có thể sẽ đứng trước các cáo trạng khác. Không rõ có quyết định liệu ông Hasan có bị truy tố về cái chết của đứa trẻ chưa ra đời hay không.

### Nguy cơ bị tê liệt
Hasan có thể bị liệt từ bụng trở xuống sau khi bị trúng đạn của cảnh sát dân sự bốn lần trong vụ tấn công. Ngày 13/11, 2009, Luật sư Dân sự John Galligan nói Hasan nói với ông rằng ông ta không có cảm giác ở hai chân và đau dữ dội ở hai tay. Các bác sĩ nói với Hasan rằng tình trạng có thể sẽ không bao giờ cải thiện. Luật sư Galligan nói chuyện với Hasan khoảng một giờ đồng hồ trong một đơn vị săn sóc đặc biệt tại Trung tâm Y khoa Lục quân Brooke ở San Antonio ngày 12/11, cùng ngày mà Hasan bị truy tố về 13 tội giết người có dự mưu. Galligan nói tình trạng y khoa của thân chủ ông vẫn "cực kỳ nghiêm trọng" và rằng Hasan không nhúc nhích khi ông sờ vào chân của ông ta. Một trong những thân nhân của Hasan được vào thăm ông ngày 12/11 lần đầu tiên kể từ khi ông được nhập viện.
Galligan nói các công tố viên quân sự chưa cho ông biết liệu họ có tính tìm kiếm án tử hình hay không, nhưng ông dự tính sẽ yêu cầu cung cấp một luật sư biện hộ quân sự thứ nhì và một nhà điều tra dân sự để phụ giúp trong vụ án. Các viên chức quân sự tin rằng Hasan hành động một mình khi ông ta nhảy lên một chiếc bàn với hai khẩu súng ngắn và nổ súng bên trong một tòa nhà ở Fort Hood. Chris Grey, phát ngôn viên của Bộ Chỉ huy Điều tra Hình sự Lục quân, nói rằng Hasan có thể sẽ đứng trước các cáo trạng khác.

## Phản ứng
Đại tá hồi hưu Terry Lee, từng làm việc chung với Hasan, nói với Fox News rằng Hasan hy vọng Tổng thống Barack Obama sẽ rút quân khỏi Afghanistan và Iraq. Cũng theo Lee, Hasan thường hay tranh cãi với những quân nhân khác có lập trường ủng hộ hai cuộc chiến này và tìm đủ mọi cách để khỏi phải sang phục vụ tại những nơi này. Đại tá Kimberly Kesling, chỉ huy phó trung tâm dịch vụ y tế ở Trung tâm Quân y Darnall tại Fort Hood, biết Hasan và nói "không thể tưởng tượng rằng một người làm việc ở đây và cung cấp dịch vụ xuất sắc cho bệnh nhân như ông ta lại có thể làm điều này."